# Ontario (Kalifornija)
Ontario je grad u američkoj saveznoj državi Kalifornija. Prema popisu stanovništva iz 2010. u njemu je živjelo 163.924 stanovnika.